# Ugo Giachery
Ugo Giachery (* 13. Mai 1896 in Palermo, Italien; † 5. Juli 1989 in Apia, Samoa) war ein italienischer Bahai und einer der zwölf Hände der Sache Gottes, die am 24. Dezember 1951 von Shoghi Effendi ernannt wurden.

## Leben
Giachery stammte aus einer aristokratischen sizilianischen Familie. Er studierte Chemie und promovierte an der Universität Palermo. Nach dem Ersten Weltkrieg ging er in die Vereinigten Staaten, wo er den Bahai-Glauben und seine spätere Ehefrau aus Schweden kennenlernte. Er heiratete 1926 und kehrte 1947 nach Italien zurück.
1948 ernannte Shoghi Effendi Giachery zu seinem persönlichen Assistenten, um die notwendigen Materialien für den Bau des Schreines des Bab im Bahai-Weltzentrum im Nachkriegs-Italien zu erwerben. Hierzu engagierte er Leute, die Chiampo-Marmor und rosafarbenen Baveno-Granit entsprechend den Plänen des kanadischen Architekten William Sutherland Maxwell schnitten, meißelten und polierten. Anschließend organisierte er den Transport der fertigen Teile nach Haifa in Israel. Diese Tätigkeit beschränkte sich nicht nur auf Italien. Für die Produktion der Dachziegel fand er ein Unternehmen in den Niederlanden. Zu Ehren dieser Hand der Sache bezeichnete Shoghi Effendi die südwestliche Tür des Mausoleums als Báb-i-Giachery.
1951 wurde Giachery von Shoghi Effendi als Hand der Sache und 1952 als Mitglied des Internationalen Bahai-Rates, dem Vorläufer des Universalen Hauses der Gerechtigkeit, ernannt. 1953 wurde er zum Vorsitzenden des Nationalen Geistigen Rates der Bahai von Italien und der Schweiz gewählt. Giachery war der spezielle Repräsentant von Shoghi Effendi bei den internationalen Konferenzen 1953 in Stockholm und 1958 in Chicago und war einige Jahre lang Beobachter bei dem Wirtschafts- und Sozialrat der Vereinten Nationen in Genf. 1954 begannen die Arbeiten für das Internationale Archivgebäude im Bahai-Weltzentrum und wieder ernannte Shoghi Effendi Giachery zu seinem persönlichen Repräsentanten in Italien.
Giachery übersetzte Bahai-Literatur in die italienische Sprache und war der Autor von zahlreichen Artikeln über den Bahai-Glauben. So beschrieb er unter anderem in dem Buch „Shoghi Effendi Recollections“ seine persönlichen Erfahrungen mit Shoghi Effendi und dem Bahai-Weltzentrum. Giacherys Gedanken zur Friedens-Enzyklika Pacem in terris von Johannes XXIII. wurden 1974 erneut veröffentlicht. Das Universale Haus der Gerechtigkeit ernannte Giachery als seinen Repräsentanten für die große Jahrhundertfeier im August 1968 in Palermo, bei der der Verbannung Baha’u’llahs von Gallipoli übers Mittelmeer ins Gefängnis von Akkon gedacht wurde. Giachery reiste für den Bahai-Glauben extensiv mehr als ein Vierteljahrhundert zu allen Kontinenten. So machte er 1967 das Staatsoberhaupt Samoas, Malietoa Tanumafili II., mit der Bahai-Religion bekannt und übergab ihm ein Buch mit den Sendschreiben Baha’u’llahs an die damaligen Herrscher. Malietoa Tanufali II. wurde Bahai und somit das erste regierende Staatsoberhaupt, das den Bahai-Glauben annahm.
Giachery starb 1989 in Apia und wurde beim Haus der Andacht Samoas beigesetzt.